# Tournoi de tennis de Sutton
Le tournoi de Sutton également connu comme Sutton Hard Court Championships est un tournoi de tennis féminin organisé à Sutton au Royaume-Uni.

## Palmarès dames

### Simple
| No | Date       | Nom et lieu du tournoi                           | Catégorie | Dotation | Surface      | Vainqueure           | Finaliste        | Score         |         |
| -- | ---------- | ------------------------------------------------ | --------- | -------- | ------------ | -------------------- | ---------------- | ------------- | ------- |
| 1  | 20-04-1970 | Rothmans Sutton Hard Court Championships, Sutton |           | NC       | Terre (ext.) | Margaret Smith Court | Ann Haydon-Jones | 6-3, 6-3      | Tableau |
| 2  | 26-04-1971 | Rothmans Sutton Hard Court Championships, Sutton |           | NC       | Terre (ext.) | Evonne Goolagong     | Joyce Barclay    | 7-5, 2-6, 6-3 | Tableau |
| 3  | 01-05-1972 | Rothmans Sutton Hard Court Championships, Sutton |           | NC       | Terre (ext.) | Winnie Shaw          | Patricia Coleman | 7-5, 6-3      |         |

### Double
| No | Date       | Nom et lieu du tournoi                          | Catégorie | Dotation | Surface      | Vainqueures                         | Finalistes                        | Score         |         |
| -- | ---------- | ----------------------------------------------- | --------- | -------- | ------------ | ----------------------------------- | --------------------------------- | ------------- | ------- |
| 1  | 20-04-1970 | Rothmans Sutton Hard Court Championships Sutton |           | NC       | Terre (ext.) | Margaret Smith Court Joyce Williams | Patricia Edwards Evonne Goolagong | 6-2, 6-1      | Tableau |
| 2  | 26-04-1971 | Rothmans Sutton Hard Court Championships Sutton |           | NC       | Terre (ext.) | Evonne Goolagong Joyce Williams     | Shirley Bloomer Jill Cooper       | 6-4, 6-3      | Tableau |
| 3  | 01-05-1971 | Rothmans Sutton Hard Court Championships Sutton |           | NC       | Terre (ext.) | Winnie Shaw Joyce Williams          | Brenda Kirk Daphne Pattison       | 4-6, 6-3, 6-4 |         |

### Double mixte
| No | Date       | Nom et lieu du tournoi                          | Catégorie | Dotation | Surface      | Vainqueures               | Finalistes                 | Score         |         |
| -- | ---------- | ----------------------------------------------- | --------- | -------- | ------------ | ------------------------- | -------------------------- | ------------- | ------- |
| 1  | 20-04-1970 | Rothmans Sutton Hard Court Championships Sutton |           | NC       | Terre (ext.) | Joyce Barclay Robert Howe | Sally Moore Keith Diepraam | 3-6, 6-3, 6-3 | Tableau |